# Michael Grant (scrittore)
Michael Grant, pseudonimo di Michael Reynolds (Los Angeles, 26 luglio 1954), è uno scrittore statunitense, cocreatore e coautore delle serie Animorphs e di Everworld e anche il creatore e autore della  serie Gone.
È cresciuto in una famiglia di militari. Da adulto, è diventato uno scrittore in parte perché «era uno dei pochi posti di lavoro che non lo legavano a una posizione specifica». Vive a Irvine, in California, con la moglie Katherine Applegate e i loro due figli.

## Opere
- Gone, 2009.